# Disturbios en el Centro Femenino de Adaptación Social de 2023
Los disturbios en el Centro Femenino de Adaptación Social (Cefas) (llamado comúnmente como Masacre de Tamara) acontecieron el 20 de junio del 2023 en Támara, poblado del Distrito Central del departamento de Francisco Morazán en Honduras, donde un enfrentamiento entre pandillas causó una de las peores tragedias carcelarias en el país. Al menos 48 mujeres murieron durante el suceso. La portavoz del Ministerio Público, Yuri Mora, ha advertido que la cifra de víctimas puede aumentar.

## Antecedentes
El Centro de Adaptación Social de la Mujer es una prisión femenil ubicada en Támara,  Departamento de Francisco Morazán, aproximadamente a 20 kilómetros (12 millas) de la capital de Honduras, Tegucigalpa.  En ese momento, la prisión albergaba entre 800 y 900 reclusas, el doble de su capacidad nominal. La prisión ha sido un escenario continuo de conflicto entre pandillas, particularmente entre la pandilla rival 18th Street y MS-13. Los asesinatos aumentaron en la prisión en los años previos a los disturbios, y los incidentes violentos se registraron por primera vez en las instalaciones en el 2020, que dejaron como saldo seis reclusas muertas.
El crimen organizado es una fuerza omnipresente en Honduras y, a menudo, se ve reforzado por el tráfico ilegal de drogas. Las pandillas hondureñas a menudo ejercen una inmensa influencia dentro de las cárceles, donde los reclusos suelen establecer pseudoeconomías y reglas. Los conflictos entre pandillas dentro y entre prisiones son comunes, donde las instalaciones a menudo colocan a pandillas rivales muy cerca. En un informe de 2021, Human Rights Watch afirmó que "el hacinamiento, la nutrición inadecuada, el saneamiento deficiente, las golpizas, la violencia entre pandillas y los asesinatos de detenidos son endémicos en las cárceles [hondureñas]". Se ha descubierto contrabando, como drogas, pistolas, ametralladoras y granadas, en las prisiones hondureñas. Las fuerzas de seguridad a menudo son sobornadas por los reclusos.
En 2012, en Comayagua, 361 personas murieron en el incendio carcelario más mortífero de la historia reciente de Honduras. En diciembre de 2019, 40 reclusos fueron asesinados en una ola de violencia en dos prisiones hondureñas exclusivamente para hombres en un solo fin de semana. En mayo de 2020, ya se había registrado un primer motín en la correccional fueron asesinadas seis reclusas, cuatro de ellas siendo asesinadas en el gimnasio y dos más en la sección uno de la prisión, además de que varias reclusas habían pedido su traslado a cualquier otro centro penitenciario, bajo la razón de recibir serias amenazas de muerte, lo que algunos periodistas señalan como algunas alarma que fue ignorada por las autoridades.

## Motín
Según Delma Ordóñez, presidenta de una asociación de familiares de presos, se desató una reyerta entre integrantes de las pandillas rivales Calle 18 y MS-13.  Un recluso herido declaró que los miembros de la pandilla de la calle 18 irrumpieron en un bloque de celdas y abrieron fuego contra otros reclusos o les prendieron fuego.  La mayoría de las víctimas murieron quemadas; algunos fueron fusilados. Las imágenes publicadas por los medios locales mostraban humo negro saliendo de una prisión. El vocero del Ministerio Público, Yuri Mora, dijo que el gobierno no podía confirmar detalles sobre el incidente por el momento.

## Investigaciones
Al momento, las autoridades están recabando información del suceso. Algunos medios resaltaron la falta de medidas preventivas para trasladar reclusas de la MS-13, y la corrupción dentro del penal como causa directa del ataque. Según Insight Crime, mientras otras reclusas estaban encerradas 23 horas al día con una hora de actividad, además de ser acompañadas cuando necesitaban ir al centro médico, las miembros del Barrio 18 caminaban libremente en los pasillos y acercarse a ciertos módulos Las pandilleras señaladas de participar directamente en la masacre son Kenia Patricia Salinas Rivera, también conocida como Flavia Marlene Tercero, alias” La Tremenda», María del Carmen Contreras Castillo, Lourdes Eloísa Barrientos Turcios, Rosa Bertha Marroquín Almendares, alias «La Nena”, María Cristina Cálix Salinas, alias » La Fuga», Any Dayann Barahona Mejía, alias » la Vagabunda y Dania Jakeline Maradiaga Flores alias «La Inquieta», las cuales siguen cumpliendo pena en prisión.
Según el medio Criterio de Honduras, en un reportaje de diciembre del 2023, menciona que la falta de personal capacitado, tales como peritos o o investigadores criminales especializados han obstaculizado el seguimiento del caso.

## Repercusiones
Inicialmente se anunció que al menos 41 personas murieron, y las autoridades advirtieron que el número podría aumentar,  y luego se elevó a 46 muertes. Siete reclusos estaban siendo tratados en una prisión local de Tegucigalpa. La parte de la prisión donde comenzó el motín quedó completamente destruida.
Julissa Villanueva, directora del sistema penitenciario de Honduras, sugirió que los disturbios comenzaron debido a las recientes medidas drásticas contra las actividades ilícitas dentro de las cárceles del país. En un discurso televisado después de los disturbios, dijo "no daremos marcha atrás". En Twitter, declaró el estado de emergencia y anunció que intervendrían los bomberos, la policía y las fuerzas militares. Xiomara Castro, presidenta de Honduras, acusó a la seguridad penitenciaria y a las fuerzas del orden de ser complacientes e incluso consentir a los alborotadores, diciendo en las redes sociales que "tomaría medidas drásticas".
En respuesta al incidente, el gobierno hondureño emitió dos decretos ejecutivos, uno declarando estado de emergencia por el incidente y otro instruyendo a los militares a construir una prisión de máxima seguridad en las Islas del Cisne, donde los jefes de pandillas y presos violentos ser transferido.

## Reacciones
Los Estados Unidos y la Unión Europea (UE) lamentaron ese martes la muerte de al menos 41 mujeres en una reyerta y un incendio registrados en el Centro Femenino de Adaptación Social (Cefas), al norte de Tegucigalpa, la capital de Honduras.

“Mis condolencias a los seres queridos de las mujeres asesinadas sin sentido hoy en Penitenciaría Nacional Femenina de Adaptación Social. Esta tragedia agrava las serias preocupaciones sobre la seguridad y los derechos humanos de tod@s l@s privad@s de libertad”

 indicó la embajadora de EE. UU. en Honduras, Laura Dogu, en un mensaje en Twitter.

“Mi sentido pésame para los familiares de las víctimas. Ninguna forma de violencia atentado contra la seguridad integral de las personas es justificable”

 subrayó el diplomático europeo Jaume Segura en su cuenta Twitter.

“Mi solidaridad con las mujeres en el Centro Penitenciario en Támara y mi fuerte rechazo a la violencia”

 subrayó la diplomática residente en Honduras de las Naciones Unidas, Alice Shackelford en un mensaje en Twitter.